# Jankel Adler
Jankel Adler (Tuszyn, suburbio de Łódź, 26 de julio de 1895-Aldbourne, cerca de Londres, 25 de abril de 1949) fue un pintor y grabador judío-polaco.

## Biografía
Jankel Adler nació el 7.º hijo de un total de diez en Tuszyn, un suburbio de Łódź. En 1912 empezó a formarse como grabador con su tío en Belgrado. Se trasladó en 1914 a Alemania, donde vivió durante un tiempo con su hermana en Barmen. Allí estudió en la escuela de artes y oficios con el profesor Gustav Wiethücher. 
Desde 1918-1919 estaba de regreso en Łódź, donde fue cofundador de un grupo de artistas de vanguardia. En 1920 regresó brevemente a Berlín; en 1921 volvió a Barmen, y en 1922 se trasladó a Düsseldorf. Allí se hizo profesor en la Academia de Arte, y conoció a Paul Klee, quien influyó su obra. Una pintura de Adler recibió una medalla de oro en la exposición «Arte alemán en Düsseldorf» en 1928.
En 1929 y 1930 hizo viajes de estudio por Mallorca y otros lugares de España. Durante la campaña electoral de julio de 1932 publicó con un grupo de artistas e intelectuales izquierdosos una llamada urgente contra la política de los nacionalsocialistas y por el comunismo. Como artista moderno, y especialmente como judío, se enfrentó a la persecución en el régimen de Hitler que asumió el poder en 1933. En aquel año, dos de sus pinturas se mostraron en el Centro de Arte de Mannheim por los nazis como ejemplo de arte degenerado, y Adler abandonó Alemania, permaneciendo en París, donde consideró su exilio conscientemente como resistencia política contra el régimen fascista en Alemania. En los años que siguieron, hizo numerosos viajes a Polonia, Italia, Yugoslavia, Checoslovaquia, Rumanía y la Unión Soviética. En 1937, veinticinco de sus obras fueron confiscadas de las colecciones públicas por los nazis y cuatro de ellas se mostraron en la exposición Entartete Kunst (arte degenerado) de Múnich.
Con el estallido de la Segunda Guerra Mundial en 1939, se ofreció voluntario al Ejército polaco que se había reconstruido en Francia; en 1941 fue despedido por razones de salud y vivió posteriormente en Kirkcudbright en Escocia. En 1943 se trasladó a Londres, donde murió el 25 de abril de 1949, a los cincuenta y tres años de edad y con el amargo conocimiento de que ninguno de sus nueve hermanos y hermanas habían sobrevivido al Holocausto. Fue enterrado en el cementerio judío de Bushey, Hertfordshire.

## Obra
Adler estaba fuertemente influido por Picasso y Léger. Disfrutaba experimentando con materiales, por ejemplo mezclas de arena. A menudo pintó temas judíos, y pintó unas pocas composiciones abstractas.
- Datos: Q213726
- Multimedia: Jankel Adler / Q213726